# دغيلة فاسدة
دَغِيْلَة فاسدة نوع من الفطريات من مسببات الأمراض النباتية.
يسبب سرطان اللحاء على الأشجار في الأجناس التفاح والكمثرى والخوخ ويتسبب في مرض موت البرقوق. تمكنت إحدى الدراسات التي أجريت في أواخر الثمانينيات من عزل الفطر من عدة أشجار ذات أعراض رجوع إلى الوراء، لكن تلقيح الأشجار السليمة بالفطر لم ينتج منه مرض.